# قاويشة
قرية قاويشة هي إحدى القرى التابعة لمركز ديرب نجم في محافظة الشرقية في جمهورية مصر العربية. حسب إحصاءات سنة 2006، بلغ إجمالي السكان في قاويشة 4061 نسمة، منهم 2101 رجل و1960 امرأة.